# Antiguo convento de Santo Domingo (La Guardia de Jaén)
La iglesia parroquial de Nuestra Señora de la Asunción y el antiguo convento de Santa María Magdalena de la Cruz forman parte del único conjunto que constituyó el convento fundado por la Orden de Santo Domingo en la localidad de La Guardia de Jaén en la provincia de Jaén (Andalucía, España). Sus obras se iniciaron en la actual ubicación hacia 1539. De estilo inicialmente gótico, la traza seguiría un primer proyecto redactado por Domingo de Tolosa, pasando posteriormente a ser profundamente revisado por Andrés de Vandelvira, que imprimiría su personal sello de corte renacentista al templo y logia del claustro.
Aunque el contrato firmado por Vandelvira fijaba un plazo de ejecución de dos años y medio, la actuación del arquitecto se prolongaría un total de veintiséis anualidades, lo cual derivaría en un nuevo encargo a Francisco del Castillo "El Mozo", que ejecutaría la bóveda que cubre el coro, el cerramiento de la fachada, daría fin a la galería del claustro y adornaría este con una fuente dedicada a María Magdalena, advocación principal del convento. En 1577 se fecha esta fuente, año que es considerado cierre de este último periodo constructivo, y final de las obras del convento.
Tras la Guerra Civil, la iglesia pasa a ser templo parroquial, recuperándose así tras un largo periodo de abandono motivado por la desamortización. El resto de dependencias conventuales, o bien fueron seccionadas o sufrirían con posterioridad una fuerte transformación, lo que deriva en el estado actual que presenta el conjunto, cuyo claustro y gran parte de sus dependencias anexas estuvieron ocupadas hasta finales de 2007 por la almazara de la "Cooperativa Oleícola San Sebastián".
El antiguo convento de Santa María Magdalena es uno de los principales patrimonios monumentales de La Guardia de Jaén y uno los máximos exponentes de la arquitectura del maestro Andrés de Vandelvira, que lega a la iglesia un programa iconográfico de gran valor, y el único ejemplo que conocemos en su producción de una cabecera ochavada. Arquitectura religiosa y a la vez panteón funerario para sus mecenas, los señores de La Guardia, se trata de un edificio que autores como Chueca Goitia han calificado como una de las obras más importantes del arquitecto alcaraceño: «[...] donde Vandelvira renovó la iglesia, creando un presbiterio de gran belleza clásica y con ciertos toques tradicionales en la manera de disponer las bóvedas. El patio o claustro de este convento es de andaluza elegancia».
La iglesia parroquial y el convento están declarados Bien de Interés Cultural, categoría Monumento, mediante Decreto 507/1975, de 20 de febrero (BOE núm. 69, de 21 de marzo de 1975, pág. 5831).

## Descripción artística
La iglesia es el edificio mejor conservado del antiguo convento de Santo Domingo de La Guardia, estando el resto en avanzado estado de ruina u oculto por las reformas del siglo pasado, cuando es ocupado por una almazara. Tras la desamortización y abandono de la iglesia de Santa María en el recinto del castillo, la iglesia del convento fue convertida en Parroquial de Nuestra Señora de la Asunción 
Decorativamente, el templo es de un estilo clasicista puro, propio del Vandelvira de la segunda mitad del XVI. Con planta de cruz latina de una sola nave, respetando los patrones de la orden dominica, destaca su cabecera, en la que está grabada la fecha de 1556.

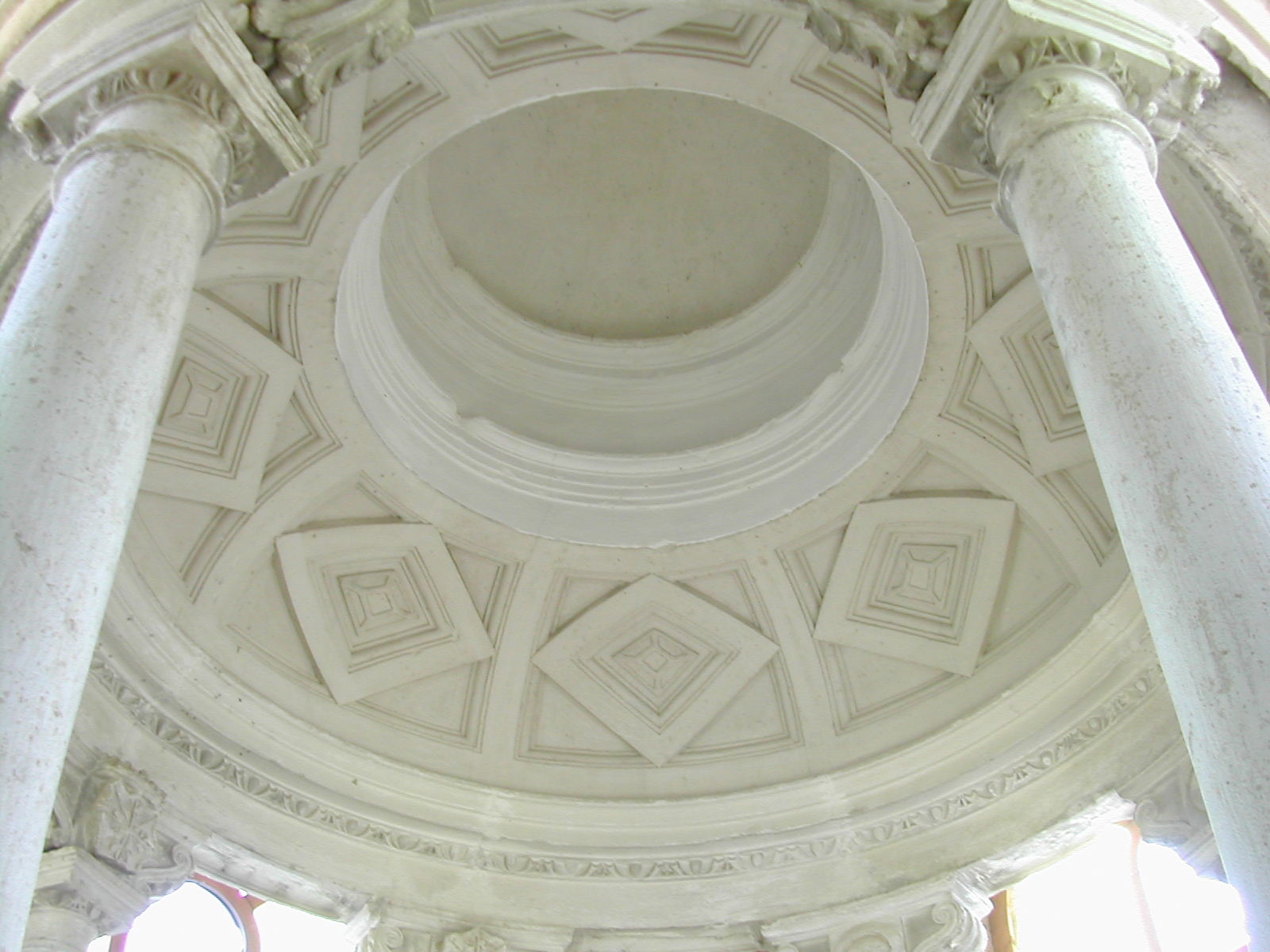
Detalle de la linterna que corona la bóveda del crucero de la iglesia

La bóveda nervada del crucero, decorada en la parte superior por casetones donde se enmarcan escenas de la pasión y abierta al exterior a través de una esbelta linterna, es soportada en sus ángulos por cuatro semipilares típicamente vandelvirianos, destacando en ellos el detalle del esquinazo de tres aristas como elegante tránsito a los nervios. La linterna soporta su cúpula sobre seis columnas exentas de basa y coronadas con capiteles toscanos. Para elevar la altura, sobre los mismos se presentan zapatas decoradas con diversos motivos: espejos, el escudo de la Orden de Santo Domingo y las armas de Messía y Fonseca.
La capilla mayor posee dos trompas aveneradas en los ángulos, en las que se inscriben nuevamente los escudos de los patronos Rodrigo Messía y su esposa Mayor de Fonseca, los cuales son flanqueados por ángeles tenantes. Sobre estos, dos parejas de Virtudes: la Fortaleza y la Justicia sobre el escudo de Messía y la Fe y la Caridad sobre Fonseca. Cubriendo el presbiterio, una bóveda de horno en la que se representa un amplio programa iconográfico desarrollado en casetones individuales: Santas Vírgenes, Mártires de la Antigüedad, personajes del Antiguo Testamento (profetas en su mayoría), los Padres de la Iglesia Latina y los Santos de la Orden, entre otros (Gila y Ruiz, 1984). Presidiendo el altar, una bella pintura al fresco con el escudo de la Orden de los Hermanos Predicadores flanqueado por dos galgos que portan antorchas en sus fauces, los cuales responden a los emblemas del santo fundador.
A los pies de la iglesia se presenta un alto coro que es cubierto con bóveda de tres anillos, en cuyo centro se enmarca un relieve de la Virgen del Rosario, símbolo por excelencia de la Orden. Arquitectónicamente es evidente que esta bóveda es posterior a Vandelvira, algo de lo que dan constancia los textos, poseyendo además los pies del templo un grosor de muro menor. Por otro lado, en la esquina exterior contraria a la torre-campanario se conservan unos arranques que podrían haber quedado como testigos de una estructura anterior —posiblemente restos de un compás o una ejecución inacabada— quedando además al aire los arcos que soportan la bóveda anteriormente mencionada. Todas estas ejecuciones derivan en la inconclusa fachada del templo, que es cerrada bruscamente mediante tapial encofrado.
Cabe mencionar por último el artesonado, conservado en la sacristía y expoliado en el resto de las crujías conventuales, donde han desaparecido sus canes y placas cerámicas del XVI (estas últimas reintegradas en el zócalo del altar mayor). Una inscripción en uno de los canes conservados en la sacristía muestra la fecha de 1547.

## Datos históricos

### Introducción. La familia Messía, mecenas del proyecto
A ambos lados de una cruz de Santiago, en la Plaza de Isabel II de La Guardia, una inscripción reza en una fuente renacentista de cinco caños de bronce: «ESTA OBRA M[ANDÓ] FAZER EL ILL[USTRÍSI]MO SEÑOR EL MARQUÉS DON GONÇALO MESSIA CARRILLO MI SEÑOR AÑO D[E] 1566». Sobre esta cartela, dos leones rampantes defienden un escudo, hoy desaparecido.
A estos dos leones y a los galgos que protegen el escudo de la Orden de Santo Domingo en la iglesia parroquial, les une una familia: los Messía, señores de La Guardia.

La historia de esta familia se remonta más atrás, concretamente al año 1374 cuando, finalizada la Guerra Civil Castellana, el nuevo monarca Enrique II arrebata la tenencia de La Guardia a Lope Díaz de Baena (Lope Díaz (o Ruíz) de Baeza y Haro, descendiente de la casa Ruíz de Baeza y Haro) por su apoyo a Pedro I «El Cruel». Ruiz o Ruy González Messía, ahora convertido en señor de la ciudad, iniciará una revolución constructiva, la cual comienza en la misma alcazaba que transforma en su palacio (Ortega Bueno, 1997, p. 1131).
1566, la fecha que aparece inscrita en la fuente, es el año de otro hito en la historia de la familia Messía, señalando el momento en que Felipe II concede a La Guardia el título de marquesado. Gonzalo Messía Carrillo, caballero de la Orden de Santiago, es nombrado marqués. La fuente se enclava en lugar emblemático, estableciendo una plaza a medio camino entre el centro urbano y el nuevo emblema arquitectónico que constituía el convento de Santo Domingo, donde hacía más de treinta años que se trabajaba en la ejecución de un proyecto del arquitecto Andrés de Vandelvira.

### Fundación por Fray Domingo de Valtanás

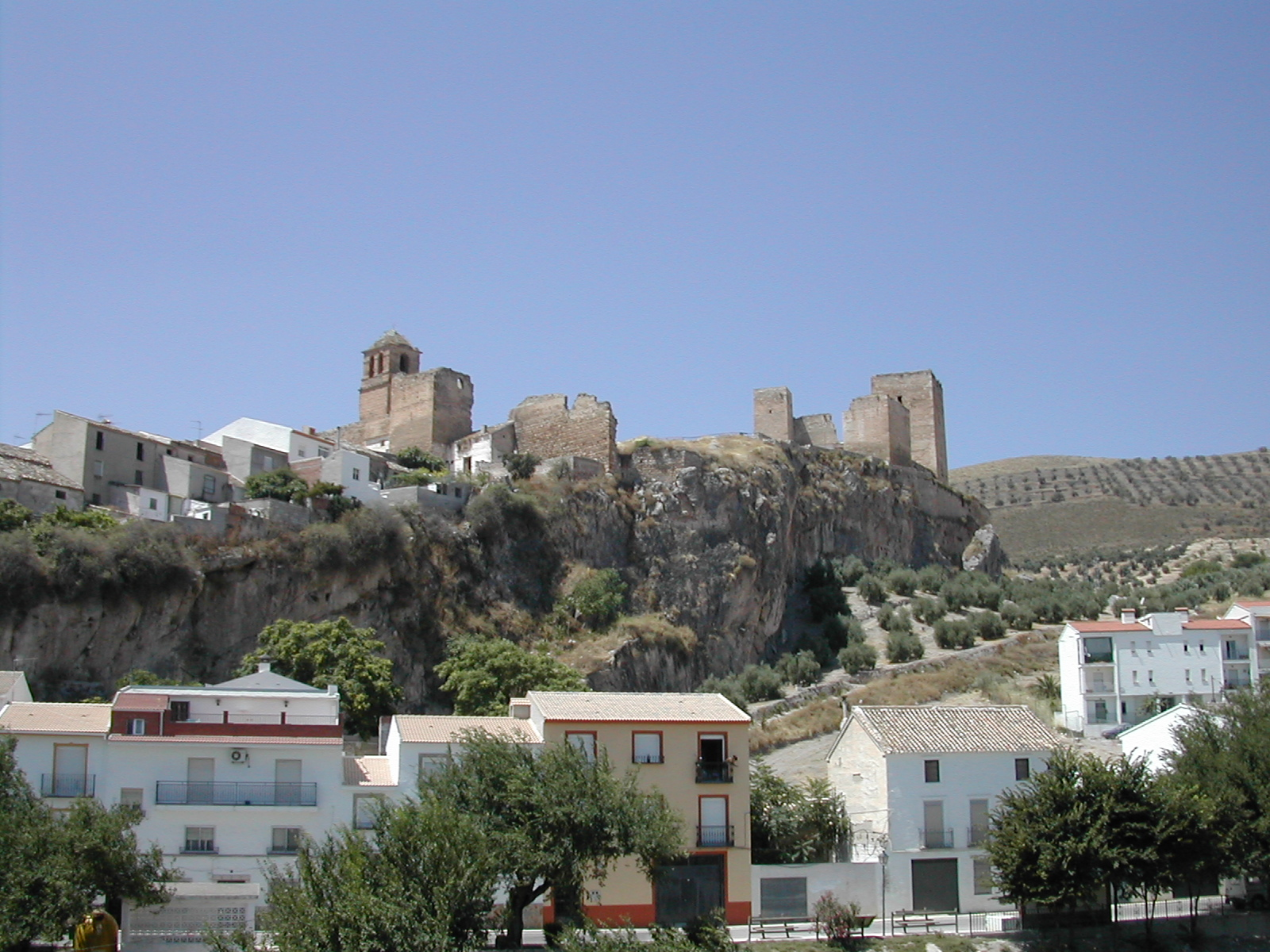
El castillo de La Guardia de Jaén desde las cubiertas del antiguo convento de Santo Domingo

La historia del edificio se inicia en 1530, cuando Fray Domingo de Valtanás decide establecer la fundación de un convento dominico en la ciudad. Predicador de la Orden, su voz es oída pronto gracias al hecho de ser familiar de los señores de La Guardia que, a cambio de encontrar reposo entre los muros de la futura iglesia conventual, se convertirían a partir de entonces en verdaderos mecenas y promotores de esta obra, la cual eligen como parte esencial de su proyecto constructivo de renovación urbana.
En un principio, tras la fundación por Fray Domingo, las obras se inician en la residencia de los señores, el castillo-palacio. Para ello hacen llamar al maestro albañil vecino de Jaén, Juan Rodríguez de Requena, cuya constancia documental se inicia en 1538 según fechación de una carta de pago. Juan Rodríguez, del que los textos señalan que no sabía leer, será, como veremos, el ejecutor material de buena parte de las obras del convento dominico, sirviendo como eje esencial que unirá los diversos proyectos y arquitectos que firmarán su planta.
Solo un año después de esta carta de pago a Rodríguez de Requena, se decide la suspensión de las obras y el traslado a una zona periférica alejada del castillo. Cerca de las fértiles vegas del río Guadalbullón, donde poder poner en explotación una amplia huerta, se levanta la planta del proyecto definitivo, permaneciendo los frailes mientras tanto en la residencia de los señores.

### Traslado e inicio de los trabajos
En 1542, los dominicos (bajo supervisión y beneplácito de los Messía) encargan el proyecto mediante pública licitación, concediéndolo el 20 de junio a Domingo de Tolosa. Si bien él será el encargado de la redacción, la ejecución la cede a Francisco del Castillo "El Viejo" y a Juan Rodríguez de Requena, director de las anteriores, puesto que debe hacerse cargo de las obras de la Iglesia de Huelma, que le servirían de clara inspiración. En la licitación, el plazo de ejecución era de tres años, debiendo finalizarse en este las obras de la iglesia. Su proyecto, claramente participativo del gusto gótico que aún permanecía a principios del XVI, consistía (Lázaro, 1988:124):
- Al igual que la iglesia de Huelma, en una cabecera plana cubierta con bóveda de medio cañón con casetones donde desarrollar la iconografía
- Dos capillas abovedadas con casetones
- Crucero cubierto con bóveda de nervios semejante también a la del primer tramo de la iglesia de Huelma (en la que utiliza una estrellada)
- Una última bóveda a los pies similar a la anterior, sin que se conciban en este tramo capillas laterales

Redactado el proyecto, los frailes pagan el primer plazo a Tolosa y comienzan las obras. Sin embargo, el 11 de diciembre de este mismo año de 1542, el proyecto es encargado repentinamente a Andrés de Vandelvira sin que se explicite razón alguna, señalando algunos autores la posible muerte de Domingo de Tolosa como principal causa. Francisco del Castillo "El Viejo" las abandonaría igualmente, ya que a la muerte de Tolosa el contrato quedaba disuelto y debía atender por otro lado los trabajos de la Iglesia Parroquial de Huelma (donde dirigiría a partir de entonces las obras en solitario), o del antiguo Ayuntamiento de Jaén.
Tras la muerte de Domingo de Tolosa, los dominicos se declararon propietarios del proyecto al haber realizado un primer pago y con la intención de continuar con su construcción. No obstante, esta vez fueron decisivos los gustos estéticos de los mecenas.

### El proyecto de Andrés de Vandelvira

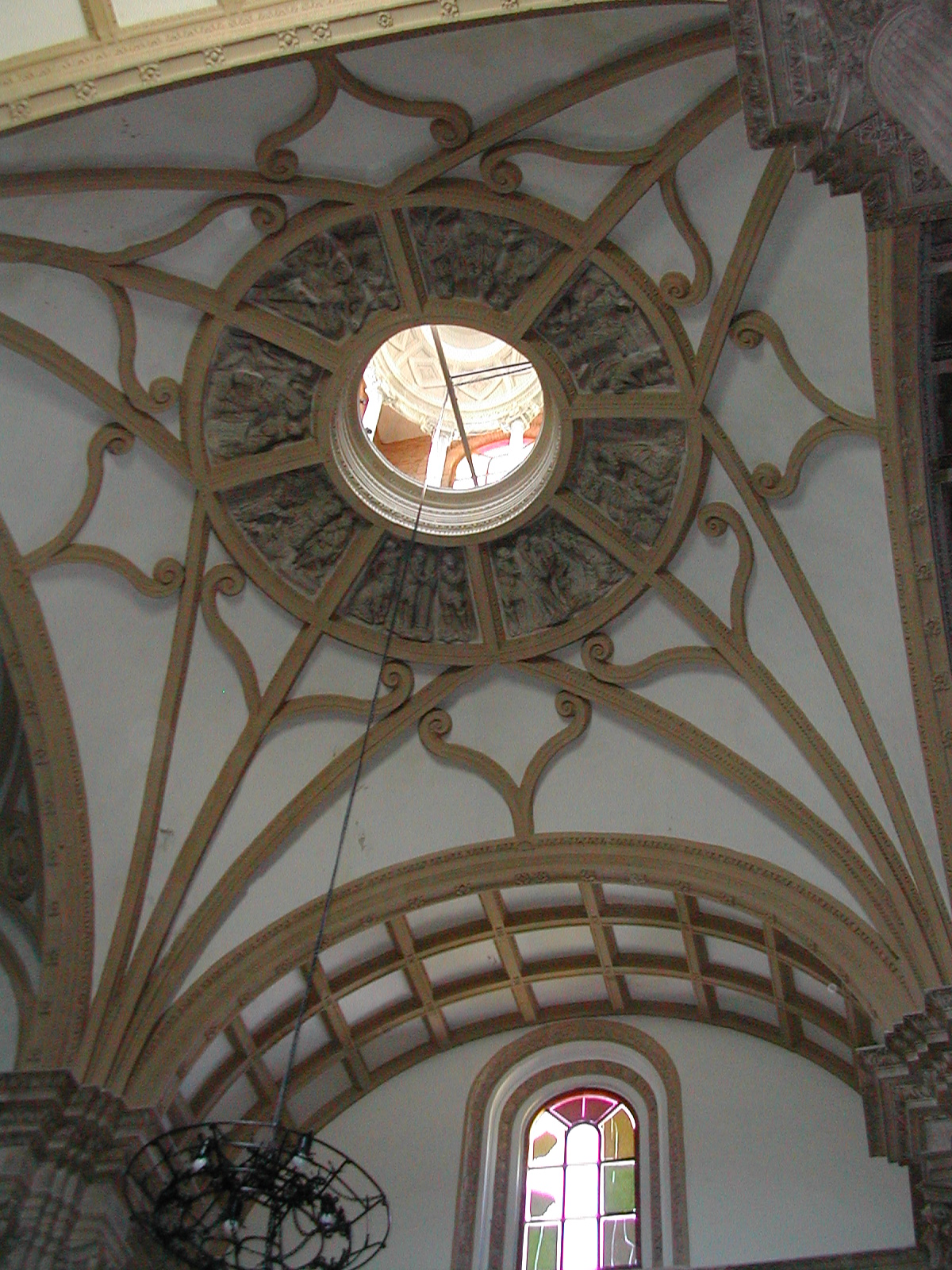
Bóveda del crucero de la iglesia. Tanto el enfoscado como el desatinado coloreado en albero de los nervios, se deben a ejecuciones recientes

Por aquel entonces, Andrés de Vandelvira, con 33 años de edad, había cosechado ya una considerable fama gracias a su destacada participación en las obras de la Sacra Capilla del Salvador de Úbeda. En dicha iglesia ubetense se encontraba trabajando una gran selección de arquitectos, escultores y pintores bajo el auspicio del secretario de estado de Carlos I y caballero de la Orden de Santiago, Francisco de los Cobos: Diego de Siloé, que la trazó en 1536, el propio Vandelvira a partir de 1540, el imaginero francés Esteban Jamete, el escultor Alonso Berruguete en el primitivo retablo del altar mayor, el pintor italiano Julio de Aquilés o el maestro rejero Bartolomé Ruí. «El Salvador» es una arquitectura religiosa privada, verdadero panteón funerario para De los Cobos, y no es de extrañar que produjera gran admiración entre toda la nobleza.
Rodrigo Messía-Carrillo Ponce de León y su esposa Mayor de Fonseca, mecenas de la iglesia del convento dominico, estaban colaborando activamente en su construcción a cambio del mencionado trato de establecer allí su capilla funeraria. Y, como en el Salvador, deciden engalanar su templo a la nueva estética italiana y con una obra más ambiciosa que la previamente licitada, todo lo cual desembocó en un largo proyecto que incumpliría contrato tras contrato todos los plazos firmados dada su amplitud y escasez de medios, alargándose la actuación de Vandelvira veintiséis años.
No obstante, el contrato de 11 de diciembre de 1542, realizado esta vez sin pública licitación, establece como condiciones la culminación del proyecto por un total de 3700 ducados y en un plazo de dos años y medio: a finales de mayo de 1543 la obra debería estar a nivel de basas; en junio de 1544 a altura de capiteles; en Navidad de 1544 terminadas las paredes y selladas las capillas; y el último plazo, en junio de 1545, debería estar fechada y acabada. Para ello, Andrés de Vandelvira, acepta el siguiente equipo como fiadores (Lázaro, 1988:126):
- Juan Rodríguez de Requena, que una vez más actúa como aparejador, y su hijo Cristóbal de Requena
- El cantero Miguel Ruiz de la Peña, vecino de Jaén como los anteriores y que había logrado nombre en la ejecución de numerosas obras públicas como molinos, puentes y acequias
- Cristóbal Fernández de Baena y su hijo Lucas Fernández
- El pintor Lucas Quiterio, igualmente vecino de Jaén, y cercano a la órbita de Machuca (había trabajado dorando un retablo del templo jiennense de San Ildefonso)
- Juan de Reolid, entallador vecino de Jaén (que también había trabajado en el mencionado retablo)

Tras la firma del contrato, Vandelvira firma otro en el que sitúa como compañero de obras y traslada la mitad de ellas (al igual que la mitad del precio contratado) a Juan Rodríguez de Requena, sirviendo este contrato en realidad para establecer a Requena como verdadero ejecutor material de las obras debido a los diversos compromisos del arquitecto.
Aunque el proyecto de Domingo de Tolosa se establece como base, por influencia de los señores de La Guardia y del propio Andrés de Vandelvira, se incluyen los siguientes grandes cambios (Lázaro, 1988:126-129):
- Sustitución de la bóveda de medio cañón de la cabecera por la de cuarto de esfera, dividida en casetones para albergar los relieves iconográficos. Como transición desde la planta de la bóveda plantea un presbiterio ochavado - «El Ochavo de La Guardia» según Alonso de Vandelvira - (en realidad un ochavo abierto sin tres de sus lados) cuyo entablamento se apoya sobre trompas aveneradas que servirán como símbolo propagandístico de los fundadores del convento, Rodrigo Messía y Mayor de Fonseca, situándose sus escudos.
- En la bóveda de nervios del crucero, en un principio ciega, abre una linterna.
- En el tramo de los pies establece una capilla rectangular, tramo que cubre con otra bóveda similar a la del crucero.
- Por último, añade como novedad el propio soporte, reinterpretando el pilar cruciforme con un esquinazo de tres aristas, detalle este completamente único en toda su producción arquitectónica (aunque utilizado anteriormente, por ejemplo, en la Catedral de Granada), y disponiendo estas aristas como tránsito a los nervios de las bóvedas.

Una vez iniciada la construcción, los frailes sienten la necesidad de situar cuanto antes su habitación junto a la iglesia, por lo cual convienen con Vandelvira la proyección adicional de las diversas dependencias conventuales.
Esta última proyección, de hecho, sería la última del arquitecto en La Guardia: en 1568, a la edad de cincuenta y nueve años, fecha la galería inferior del claustro y su nombre no aparecerá en un nuevo contrato. Sus antiguos mecenas, Rodrigo Messía y Mayor de Fonseca habían muerto, así como probablemente el aparejador Requena. Además el por entonces señor, el ya marqués de La Guardia Gonzalo Messía Carrillo, económicamente no se implicará tanto en las obras conventuales, las cuales debida su duración habían cansado a señores y frailes, que reclaman un nuevo arquitecto capaz de dar fin a la construcción. El nombre de Francisco del Castillo "El Mozo", que había construido para el marqués la fuente conmemorativa en la plaza de Isabel II y la torre campanario de la iglesia parroquial en el recinto del castillo, resuena con fuerza y será llamado para el convento dominico.

### El proyecto de Francisco del Castillo «El Mozo»
«El Mozo» se encarga de las obras a la edad de 42 años y totalmente consagrado como arquitecto. Llega al convento de La Guardia hacia 1570 para terminar la cornisa de la capilla mayor (objeto del contrato de 1564 que incumpliría Vandelvira), la portada de la iglesia, así como la galería superior de la logia del claustro, una habitación adicional y la decoración del convento. En 1576, último año documental de contratación de obras, logra asentar la cornisa a la vez que construye dos contrafuertes exteriores en la cabecera para descargar el peso de la bóveda sobre esta estructura.
El 28 de julio de 1576 se fecha un contrato para la realización de las dos capillas laterales que quedaban, trabajando en ellas los canteros Miguel Sánchez y Hernando de Benavides y el albañil Martín González de Moya, todos ellos vecinos de Jaén. Las capillas, de planta cuadrada, las cubren con bóvedas vaídas de claro lenguaje manierista. El contrato, siempre partiendo del proyecto redactado por Francisco del Castillo el Mozo, incluía además la terminación del tejado de la iglesia, los pilares para apoyar el coro (el cual por tanto aún no estaba realizado) y diversas actuaciones menores como la construcción de un confesionario. Sobre el tramo de los pies, podemos atribuir de igual modo a «El Mozo» la bóveda que lo cierra, con relieve de la Virgen del Rosario, muy en relación con su obra en el tercer tramo de la Iglesia de Huelma.

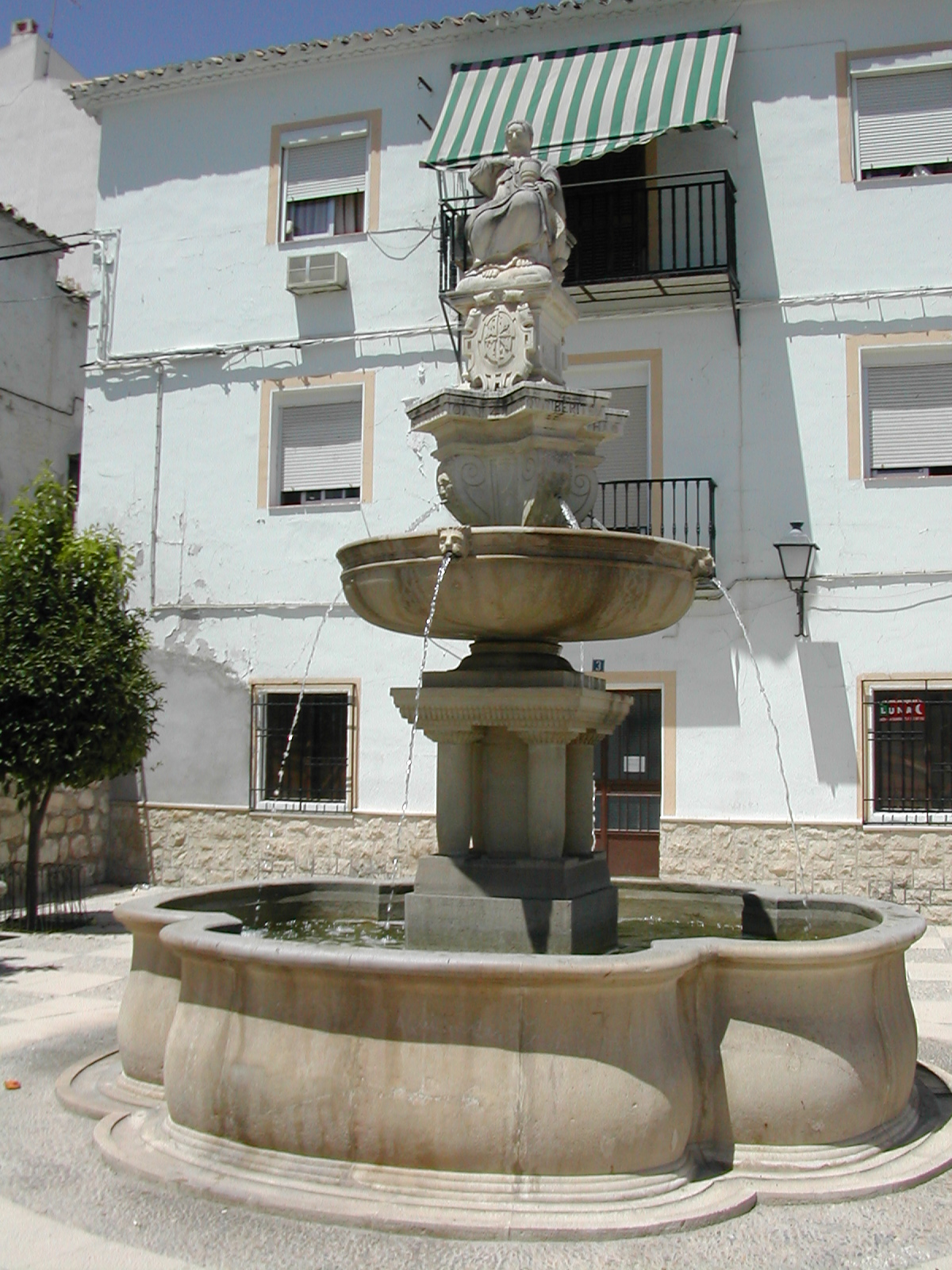
Reciente reproducción de la fuente que centraba el claustro del convento y situada en la Plaza de Isabel II de La Guardia de Jaén. La pieza original se encuentra en el patio del Palacio de la Diputación Provincial

En el claustro continúa con la obra de Vandelvira, de quien los textos citan que había dejado numerosas piedras ya labradas (la galería inferior no está acabada en su totalidad) y ejecuta la fuente, que refleja la advocación principal del convento dominico, Santa María Magdalena, que responde a la fecha de nacimiento del fundador Fray Domingo de Valtanás en el día de la festividad de la santa, 22 de julio. En cuanto al claustro, añade el arranque de nuevos arcos en los laterales en prevención de que en un futuro pudieran completarse las otras crujías, hecho que nunca llegaría a realizarse al acabar los dominicos por primar la funcionalidad sobre el aspecto puramente ornamental, nueva decisión que pone de relieve la falta de recursos económicos así como la necesidad de dar fin a las obras.
Para la fuente del claustro, la principal investigadora del convento de La Guardia, Mª Soledad Lázaro Damas, señala que ocupó su lugar original desde 1577, año de su fechación, hasta 1954, cuando fue donada por sus entonces propietarios al Instituto de Estudios Giennenses, con la condición de que fuera colocada en el patio del Museo Provincial. La pieza, que debido al abandono había sufrido el expolio de la cabeza de la Magdalena, no fue trasladada hasta el año siguiente, 1955, si bien sería olvidada en los jardines del Museo al estar este ocupado por las tropas de la guarnición. Seis años después, al crearse el museo arqueológico del Instituto de Estudios Giennenses en las galerías bajas del Palacio Provincial, se trasladó la fuente a su lugar actual. Siendo necesario en este último traslado tallar una nueva cabeza para la escultura principal, se encargó esta al arquitecto Manuel Millán.
Sobre la inscripción de la fuente, en esta puede leerse: «QUI BIBERIT EX AQUA HABUIT ET ITERUM QUI AUTE BIBERIT AQUA QUA EGO DABO ET NO SITI ET INET NV. JOAN 4 AN. 1577» («Quien beba de esta agua, volverá a tener sed, pero el que beba del agua que Yo le diere, no volverá a tener sed. Juan, 4. Año 1577») En el remate, se presentan los escudos de la Orden Dominica y de los Messía, alternando con otras dos inscripciones muy mal conservadas aunque alusivas al papel de los dominicos en la salvaguarda de la fe (Lázaro, 1987:130-134).
La escultura de la Magdalena guarda relación estilística con las alegorías de la Justicia y la Prudencia que Francisco del Castillo «El Mozo» ejecutara el mismo año de 1577 para el edificio de la Antigua cárcel y cabildo de Martos. En este caso, Castillo elige la ya arcaica iconografía de la Magdalena Mirófora, con el cabello suelto y portando un vaso de perfumes en su mano, claramente contrapuesta a la Magdalena Penitente que estaba imponiendo la contrarreforma trentina (1545-1563). El cabello y el vaso de perfumes se refieren directamente al episodio narrado en Lucas, 7:36-50. En él, Cristo se encontraba cenando en casa de Simón el fariseo cuando entró María Magdalena y se arrodilló a los pies de Jesús, los cuales lava con lágrimas, seca con su cabello, besa, y unge con el perfume que llevaba en un vaso de alabastro, tras lo cual es redimida con las palabras: «Sus muchos pecados le son perdonados, pues ha amado mucho». El significado conjunto de la fuente de La Guardia es, por tanto, el de la salvación, simbolizada con la figura de la santa y a través del agua, dotada de significado en la inscripción principal.

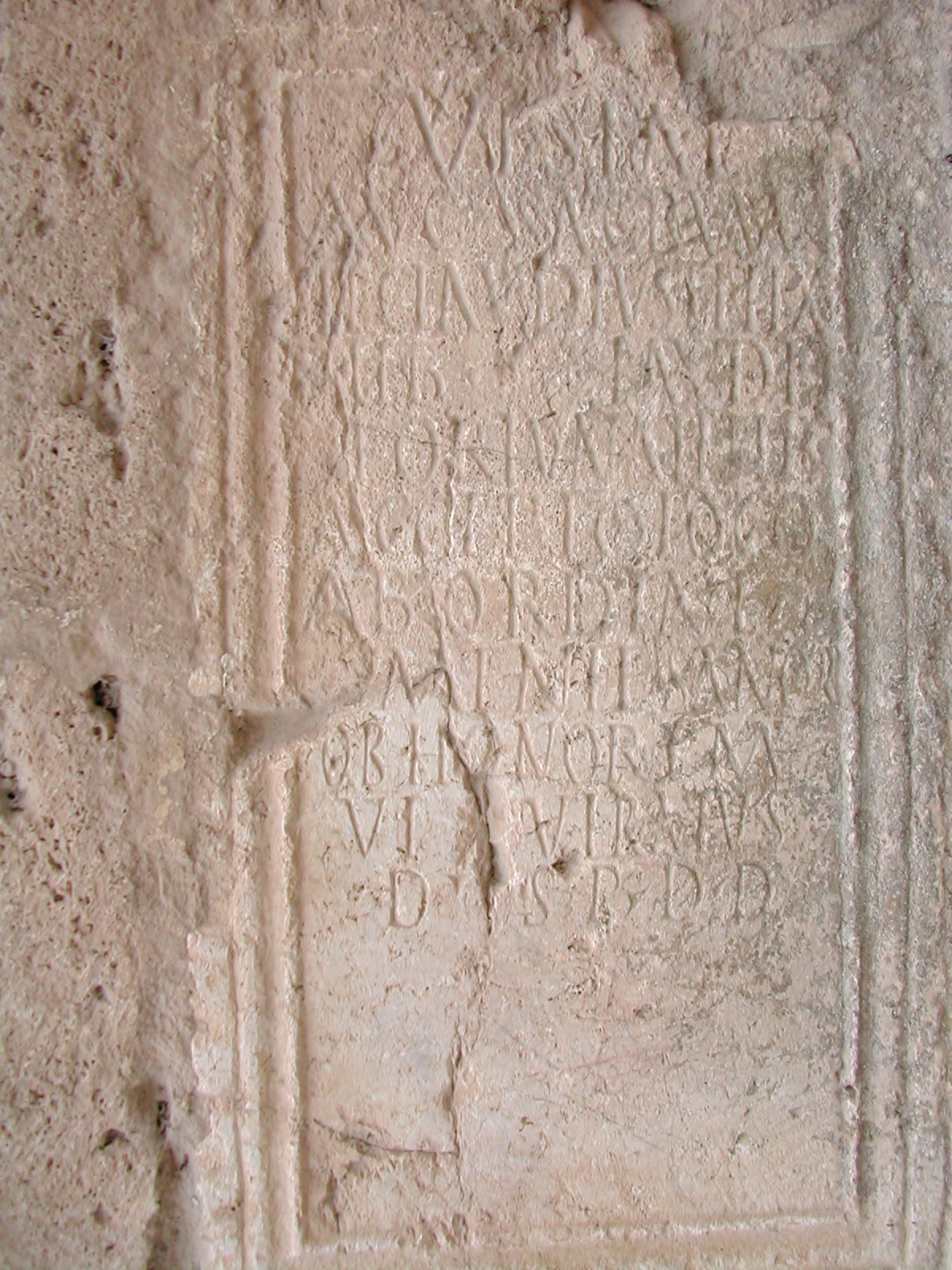
En la fachada occidental de la iglesia puede encontrarse un pedestal romano usado como sillar. En el Museo Arqueológico Nacional se conserva una reproducción de esta inscripción realizada en yeso por Manuel de Góngora a finales del (Jiménez, 2004:118,119). Esta práctica —bien conocida en obras de factura renacentista— servía para enaltecer la antigüedad clásica, donde este estilo arquitectónico encontraba sus raíces. Uno de los mejores ejemplos en la provincia de Jaén, es el edificio de la Casa consistorial de Martos, cuya autoría también se debe a «El Mozo».

Previamente a la construcción de la fuente, la cual se podría considerar como última obra documentada, entre 1573 y 1574 se tiene constancia de obras de albañilería y carpintería en torno claustro, fabricándose un artesonado de madera y azulejería para cubrir las dos galerías. Para ello, se contrató en 1573 los servicios del cotizado maestro carpintero jienense Miguel De Quesada, y del albañil Miguel Hernández Santo (Lázaro, 1988:132). Los trabajos, supervisados por «El Mozo», consistieron además en la realización de una habitación sobre el piso superior y una serie de reparos y mejoras de las cubiertas, todos los cuales podemos atribuir a Hernández Santo.
Respecto a De Quesada, debido a la calidad de su contrato, Soledad Lázaro opina que fue él quien realizaría el artesonado del ala de habitaciones al Noreste, que estuvo bellamente decorado con veintiséis canes, que hoy han sido expoliados en su totalidad y desconocida su localización con la salvedad de tres de ellos. Sin embargo, la misma autora cita que el artesonado de 1573 debe ser realizado según una muestra que el convento poseía, aludiéndose en el contrato a «artesones, florones, etc.». Se ha mencionado además que un año después, en 1574, se firma contrato con «El Mozo» para que realice la planta superior de la logia. Por tanto, Miguel De Quesada, es más probable que, en lugar de realizar el artesonado del ala Noreste, elaborara más bien la decoración de la planta superior de la logia del claustro, la cual no estaba terminada y por ende aún no cubierta. En la actualidad este artesonado de 1573 está desmontado, y sus restos pueden corresponder con los depositados en la primera planta de la torre y en la segunda del ala Noreste. Según las piezas que se conservan, su complicado entramado desde luego podría atribuirse a un «cotizado maestro» como De Quesada, y por otro lado sí que poseen decorativos florones. Lázaro describe además que la decoración de madera se pudo completar con azulejería, que encajaría enmarcada entre las piezas.
Sobre esta azulejería para la planta superior de la galería claustral, igualmente desaparecida y expoliada, únicamente se conservan las piezas reintegradas en el zócalo que decora el altar mayor de la iglesia, las cuales son de igual factura y por tanto reubicadas (y algunas seccionadas) recientemente al entrar en ruinas la logia del claustro. Realizadas en cuerda seca y policromadas, debían formar un ornamental conjunto entre las tablas decoradas en relieve a base de flores, que podrían haber estado igualmente policromadas o proyectadas para ello.
En otro orden de cosas y en virtud de lo anteriormente descrito, es fácilmente deducible que la totalidad de crujías del convento estarían completamente terminadas para estas fechas, pudiendo considerarse estas actuaciones como de consolidación y decoración.
También deberíamos atribuir a Francisco del Castillo el Mozo la torre campanario de la iglesia, que es coronada por una veleta de la época que representa a un ángel con trompeta. El elemento de la torre, además, sería el único que daría término a la fachada, la cual permanecería permanentemente inacabada, siendo los postizos visibles en la actualidad resultado de desafortunadas actuaciones recientes.
Este aspecto inconcluso del conjunto conventual sin duda respondió a la falta de recursos económicos y a los diversos conflictos que los arquitectos tuvieron con la promoción dominica de las obras. Aunque «El Mozo» parece que estableció mejores relaciones con el convento de La Guardia, tanto él como Vandelvira dejarían por escrito que aún se les debían pagos derivados de su dirección de obras.

### Transformación y abandono

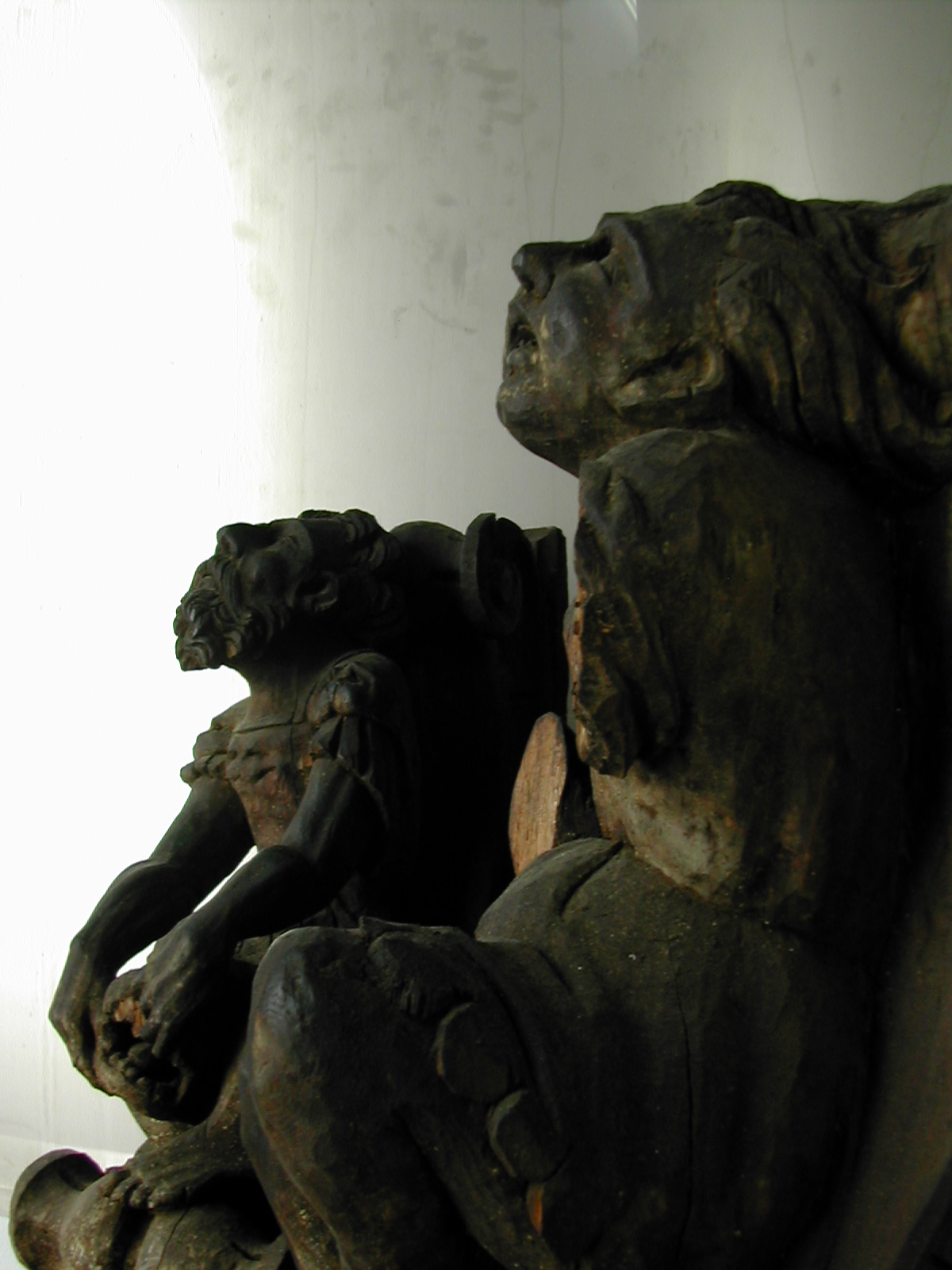
Dos de los canes conservados tras el expolio del ala noreste. Se conoce el paradero de un tercero, si bien los 23 restantes han sido víctimas del saqueo

Con la desamortización, el convento pasaría a manos privadas. La iglesia no se recuperaría como parroquia hasta finalizada la Guerra Civil. El fresco del altar mayor data de 1939, siendo dedicado a la nueva advocación del templo: Nuestra Señora de la Asunción. La autoría del mismo se atribuye al pintor Manuel Serrano Cuesta, con quien colaboró Francisco Cerezo, siendo para ambos una de las primeras obras de su carrera (Ortega, 1997:1139).
Avanzado el siglo pasado, la construcción de una almazara —que ocuparía el claustro y los edificios orientales, dedicados a refectorio y anexos—, y el constante abandono de ciertas partes del conjunto, produce el estado de ruina de numerosos elementos. El ala Noreste —salas comunes y celdas— es dividida mediante tabiquería transformando el espacio en vivienda y almacén de una fábrica de harinas, a la que se asocia el molino anejo a la cabecera del templo. En 1962 y 1979 —que se tenga constancia— se ejecutan obras de restauración en la iglesia, destacando la sustitución de las cubiertas y diversos añadidos decorativos de diferente fortuna, destacando el incoherente coloreado en albero de los nervios y las molduras de los casetones que estructuran las bóvedas, así como los desacertados postizos en el intento de embellecer la inacabada fachada. No obstante, la falta de mantenimiento del resto de dependencias del convento, ocasiona que en 1996 se demoliera el citado molino harinero, o las patologías actuales de desplome de las techumbres, las cuales están afectando gravemente a la estructura.
En fechas recientes, el expolio se ha cebado en gran parte de las piezas que pertenecían al edificio, destacando el brutal serrado de los canes que decoraban la citada ala Noreste (antiguas dependencias privadas del convento), conociéndose la localización de solo tres del total de 26 con los que debió estar decorada la sala.

## Agenda cronológica
Nota: los paréntesis hacen referencia a fechaciones documentales; las llaves, a inscripciones en elementos arquitectónicos.

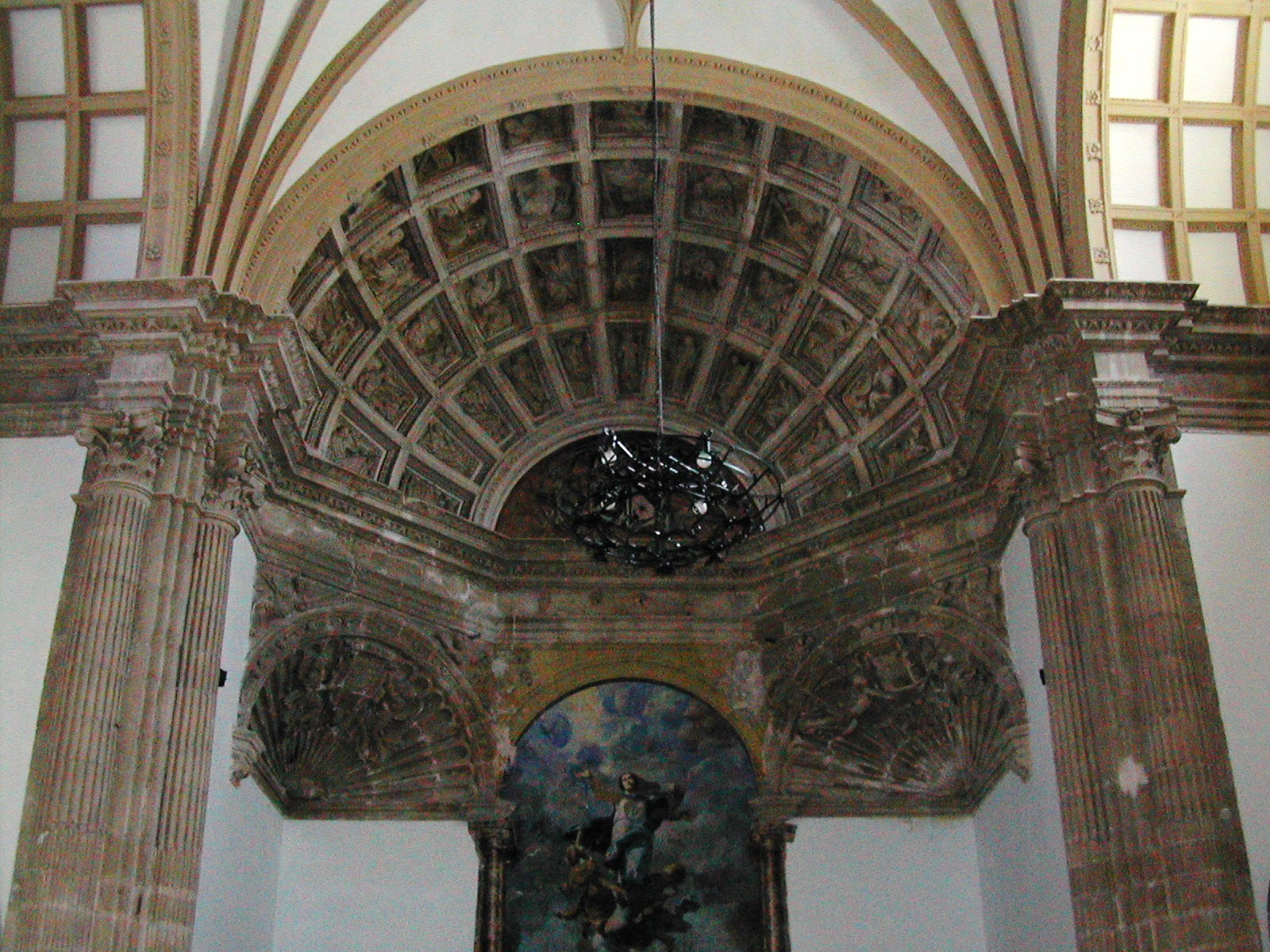
Bóveda de cuarto de esfera que corona el presbiterio de la iglesia, diseño de Vandelvira

(1530): Fundación del convento en La Guardia por Fray Domingo de Valtanás.
(1538): Escritura de pago al maestro albañil, vecino de Jaén, Juan Rodríguez de Requena. Es el primer testimonio que tenemos de que las obras del convento -cuyos frailes por entonces estaban alojados en el castillo- se encontraran ya iniciadas.
(1539): Se decide suspender las obras anteriores y el traslado al sitio que actualmente ocupa.
(20.06.1542): Los dominicos contratan el nuevo proyecto a Domingo de Tolosa, encargándose de su ejecución Francisco del Castillo "El Viejo" y Juan Rodríguez de Requena, los cuales contaban con un plazo de tres años para su terminación.
(11.12.1542): Se contrata el proyecto a Andrés de Vandelvira, permaneciendo como aparejador Juan Rodríguez de Requena hasta su muerte. Habiendo pagado los dominicos el primer plazo a Tolosa, se hacen propietarios del proyecto, entregándoselo a Vandelvira para su ejecución en dos años y medio, si bien este lo modificará y alargará durante un periodo de 26 años.
{1547}: Fecha en filacteria portada por uno de los canes del artesonado de la sacristía. Esta demuestra que es de las partes más antiguas del conjunto conventual, tal vez iniciada por Tolosa.
{1556}: Inscripción en relieve de la bóveda del presbiterio de la iglesia, obra de Andrés de Vandelvira.
(1564): Nuevo contrato de Vandelvira con los frailes, comprometiéndose a concluir la cornisa de la capilla mayor, el cual vuelve a incumplir en plazos y condiciones.
{1566}: Inscripción en cartela de la fuente de la Plaza Isabel II, en conmemoración a que ese mismo año Gonzalo Messía Carrillo es elevado al título de marqués de La Guardia.
{1568}: Inscripción en cartela en el entablamento de la galería inferior del claustro, última actuación de Vandelvira. Es el mismo año del fallecimiento de su esposa, Luisa de Luna.
(1568): Las obras se encargan a Francisco del Castillo "El Mozo", tras los incumplimientos de Vandelvira y los impagos de los dominicos. Según Soledad Lázaro, la fecha documental del contrato es 1574, marcando 1569 como año en el que solo se tiene constancia de sus trabajos en el campanario de la Iglesia de Santa María en el castillo de La Guardia.
(1573): Se contrata al carpintero jienense Miguel de Quesada para elaborar el artesonado, probablemente, conforme al patrón de los ya tallados en la sacristía (en el contrato se menciona una muestra que ya poseía el convento).
(1574): Se contrata al albañil Miguel Hernández Santo para hacer una habitación sobre la galería superior del claustro y una serie de trabajos y reparos necesarios en el convento.
(1575): Muerte de Andrés de Vandelvira.
(1576): Fin del testimonio documental de los trabajos de "El Mozo"

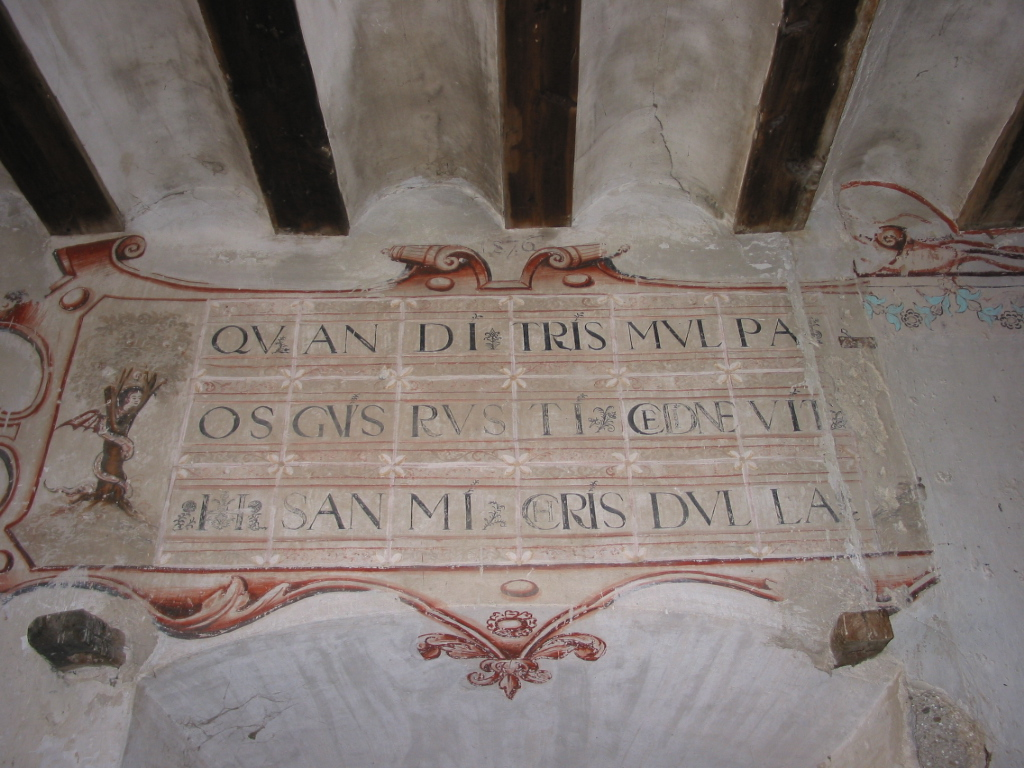
Filacteria pintada al fresco en la planta segunda de la crujía noreste del convento

{1576}: Fecha sobre filacteria pintada al fresco en la planta segunda de la crujía Noreste del convento y localizada encima de la puerta que unía esta sala con la escalera septentrional de la iglesia. El texto inscrito en la filacteria, en latín, organizado en casillas (a modo de falso estéquedon) y de lectura vertical, reza: «QVOS ANGVIS DIRVS TRISTI MULCEDINE PAVIT» (primera y segunda líneas) «HOS SANGVIS MIRVS CHRISTI DULCEDINE LAVIT» (tercera y segunda líneas). Ambas frases, leídas a la vez, se podrían traducir como: «Aquellos a los que la sombría serpiente ha alimentado con terrible bálsamo, la milagrosa sangre de Cristo ha lavado con dulzura». A la izquierda del epígrafe puede verse representada la serpiente enroscada en el Árbol del Paraíso (la misma lectura zigzagueante haría alusión a la forma del reptil). A la derecha, una pintura perdida en la que se podría interpretar parte del madero de la cruz de Cristo y un clavo. La autoría de este texto, con ligeras variantes, parece deberse al poeta goliardesco Hugo Primas de Orleans (1094?-1160), quien lo expondría como símbolo de unión del Antiguo y Nuevo Testamento, enunciando el texto del poeta: «Quos anguis tristi virus mulcedine pavit; hos sanguis Christi mirus dulcedine lavit». No obstante, pueden encontrarse lecturas iguales en textos como el Album Joannis Rotarii de Johan Radermacher de Oude (1538-1617), que mantiene el sentido cruzado de lectura, pero esta vez en diagonal, o en una nota al margen en el reverso del folio 276 del Codex Gigas (siglo XIII).
{1577}: Inscripción en fuente de la Magdalena del claustro. Soledad Lázaro la atribuye a "El Mozo"
{1672}: Inscripción en clave de vano en la fachada de poniente de la iglesia.
{1680}: Inscripción en remate con escudo de la Orden –único resto del primitivo cancel de la puerta principal-, actualmente seccionado y reubicado en el frontal del coro: «SE HIZO ESTE CANZEL SIENDO PR[IOR] EL M[UY] R[EVERENDO] P[ADRE] P[ROVINCIAL] F[RAY] IVAN BUENO AÑO DE 1680».

## Agenda iconográfica
| Programa iconográfico del presbiterio de la iglesia (según Gila y Ruiz, 1984) \| 00. Escudo de la Orden de Santo Domingo 01 y 03. Escudo de Don Rodrigo Messía 02 y 13. Escudo de Doña Mayor de Fonseca 04. Santa Úrsula 05. Santa Inés 06. Santa Catalina de Alejandría 07. Santa Eufemia 08. Santa Catalina de Siena 09. Santa Eulalia 10. Santa Bárbara 11. Santa Cecilia 12. Santa Lucía 14. Jonás 15. Amós 16. Oseas \| 17. Isaías 18. Ezequiel 19. David 20. Jeremías 21. Daniel 22. Job 23. Abadías 24. Malaquías 25. San Agustín 26. San Vicente Ferrer 27. San Jerónimo 28. Santo Tomás 29. San Lorenzo 30. Santo Domingo de Guzmán 31. San Esteban \| 32. San Pedro Mártir 33. San Gregorio 34. San Antonino 35. San Ambrosio 36. “En el año” 37. San Bartolomé 38. Santo Tomás Apóstol 39. San Andrés 40. San Miguel 41. Virgen con el Niño 42. San Juan Bautista 43. San Pablo 44. San Pedro 45. San Matías 46. “1556” \| | | |
| 00. Escudo de la Orden de Santo Domingo 01 y 03. Escudo de Don Rodrigo Messía 02 y 13. Escudo de Doña Mayor de Fonseca 04. Santa Úrsula 05. Santa Inés 06. Santa Catalina de Alejandría 07. Santa Eufemia 08. Santa Catalina de Siena 09. Santa Eulalia 10. Santa Bárbara 11. Santa Cecilia 12. Santa Lucía 14. Jonás 15. Amós 16. Oseas | 17. Isaías 18. Ezequiel 19. David 20. Jeremías 21. Daniel 22. Job 23. Abadías 24. Malaquías 25. San Agustín 26. San Vicente Ferrer 27. San Jerónimo 28. Santo Tomás 29. San Lorenzo 30. Santo Domingo de Guzmán 31. San Esteban | 32. San Pedro Mártir 33. San Gregorio 34. San Antonino 35. San Ambrosio 36. “En el año” 37. San Bartolomé 38. Santo Tomás Apóstol 39. San Andrés 40. San Miguel 41. Virgen con el Niño 42. San Juan Bautista 43. San Pablo 44. San Pedro 45. San Matías 46. “1556” |

| Programa iconográfico del crucero de la iglesia (según Gila y Ruiz, 1984) \| I. Getsemaní II. Prendimiento III. Jesús atado a la columna IV. Ecce Homo V. Verónica VI. Elevación de la Cruz VII. Piedad VIII. Resurrección \| |
| I. Getsemaní II. Prendimiento III. Jesús atado a la columna IV. Ecce Homo V. Verónica VI. Elevación de la Cruz VII. Piedad VIII. Resurrección                                                                                 |

### Enlaces bibliográficos
- Galera Andreu (2000): "La iglesia de La Guardia". Consulta del artículo completo en COA Jaén
- Jiménez Cobo (2004): "Las inscripciones romanas de Mentesa Bastia". Consulta del artículo completo en Dialnet
- Lázaro Damas (1988): "El convento de Santa María Magdalena de la Cruz, de La Guardia. Programa constructivo". Consulta del artículo completo en Dialnet

### Información adicional
- López Cardenete, Jesús (2005): "La magia iconográfica del ábside de la iglesia de La Guardia". En Sumuntán, 22. Texto en exceso cuestionable sobre el significado de los relieves iconográficos, aunque con interesantes fotos de detalle. Consulta del artículo completo en CISMA

- Banco de imágenes de la Consejería de Cultura de la Junta de Andalucía. Fotografía del monumento